# El Mallol (Sant Hipòlit de Voltregà)
El Mallol és una obra de Sant Hipòlit de Voltregà (Osona) protegida com a bé cultural d'interès local.

## Descripció
Casa de grans dimensions i aspecte noble. Té planta baixa i dos pisos, i presenta una coberta de teules a quatre vessants. La façana principal és al nord i dona al carrer del mateix nom. Al sud presenta galeries amb arcades al nivell del primer i segons pis. Malgrat el seu aspecte opulent, bona part dels seus murs són de tàpia recoberta amb guix, i la pedra només s'utilitza en llindes de portes i finestres.
L'estructura interna es trobava en molt mal estat i va ser rehabilitada a partir de l'any 2010 per part de l'ajuntament de la població.

## Història
Casa noble que data del segle xvii i que havia pertangut a la família Serinarell. El seu emplaçament mostra que fou construïda en una zona d'expansió de Sant Hipòlit, ja que el carrer del Mallol presenta un interessant conjunt de llindes dels segles XVIII. En ser abandonada com a habitatge, la casa ha caigut en un estat progressiu de deteriorament que culminà als anys 70 del segle XX amb l'habilitació de la planta baixa com a cort de porcs.
L'any 2019 es va inaugurar la rehabilitació de la casa duta a terme per l'Ajuntament de Sant Hipòlit de Voltregà per tal de convertir-la en una casa de cultura oberta a tota la ciutadania, emmarcada en una reforma integral de tot el barri al qual dona nom la casa.